# Hamburger (panino)
L'hamburger è un panino imbottito, costituito di solito da un medaglione di carne macinata, tipicamente di manzo, posto all'interno di un panino con semi di sesamo o di un panino normale. Gli hamburger sono spesso serviti con formaggio, lattuga, pomodoro, cipolla, cetriolini, pancetta o peperoncini, e condimenti come ketchup, senape, maionese, relish o una salsa speciale, spesso una variazione della salsa Thousand Island. Un hamburger condito con formaggio si chiama "cheeseburger".
Fra i più noti piatti da fast food del mondo, le sue origini sono rivendicate dagli Stati Uniti, dalla Germania e dall'Italia. 

## Storia
Esistono più versioni che spiegano le origini dell'hamburger. Secondo alcuni, esso discende dall'omonima polpetta di carne macinata di Amburgo, che veniva racchiusa fra due fette di pan brioche e mangiata dai lavoratori della Germania che necessitavano di un pasto ricco e nutriente. Il panino con il manzo era anche servito a bordo delle navi della tedesca HAPAG, che collegavano i porti di Amburgo con quelli di New York. I continui sbarchi dei tedeschi sul suolo americano nel corso del diciannovesimo secolo resero il piatto un alimento famoso a New York, ove veniva preparato dai venditori ambulanti.
Il rundstück warm di Amburgo è un panino con carne di manzo o maiale arrosto che sembra risalire almeno all'Ottocento e, a detta di alcuni, avrebbe delle correlazioni con l'hamburger.
Secondo altre fonti furono Frank e Charles Menches coloro che introdussero il panino con l'hamburger negli USA. I due affermarono di aver venduto dei panini con la carne macinata durante la fiera di Erie County, che si tenne nel 1885 ad Hamburg, nello stato di New York. Durante l'evento, mentre servivano dei panini con la salsiccia di maiale, finirono la carne, e decisero di preparare degli spuntini usando quella di manzo, che acquistarono da un macellaio di nome Andew Klein (secondo Joseph Streamer, il manzo proveniva invece dal mercato di Stein). Pertanto, secondo questa teoria, il nome del panino deriverebbe dal posto in cui venne ideato, ovvero Hamburg, e non dalla città di Amburgo. Una variante di questa teoria riportata nel necrologio di Frank Menches del New York Times, vuole che questi fatti fossero invece accaduti presso la Summit County Fair di Akron.
Con l'avvento della società dei consumi, il panino iniziò ad essere servito nelle catene di ristorazione. La prima a vendere gli hamburger per la grande distribuzione fu la White Castle nel 1921. La McDonald's e la Burger King iniziarono a produrli rispettivamente nel 1952 e nel 1954.

## Galleria d'immagini

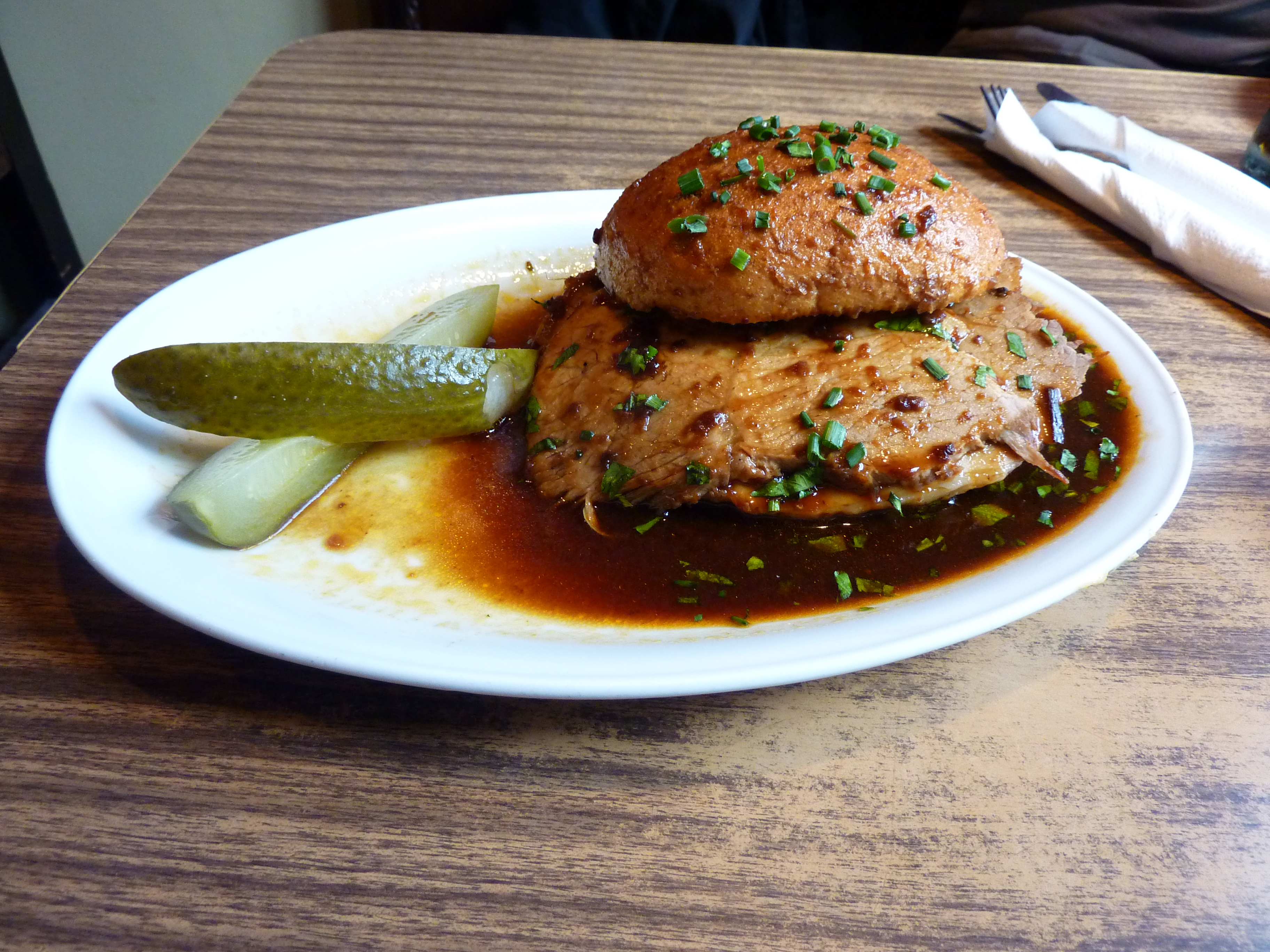
Il rundstück warm di Amburgo veniva consumato nell'Ottocento ed è considerato un precursore del moderno Hamburger.
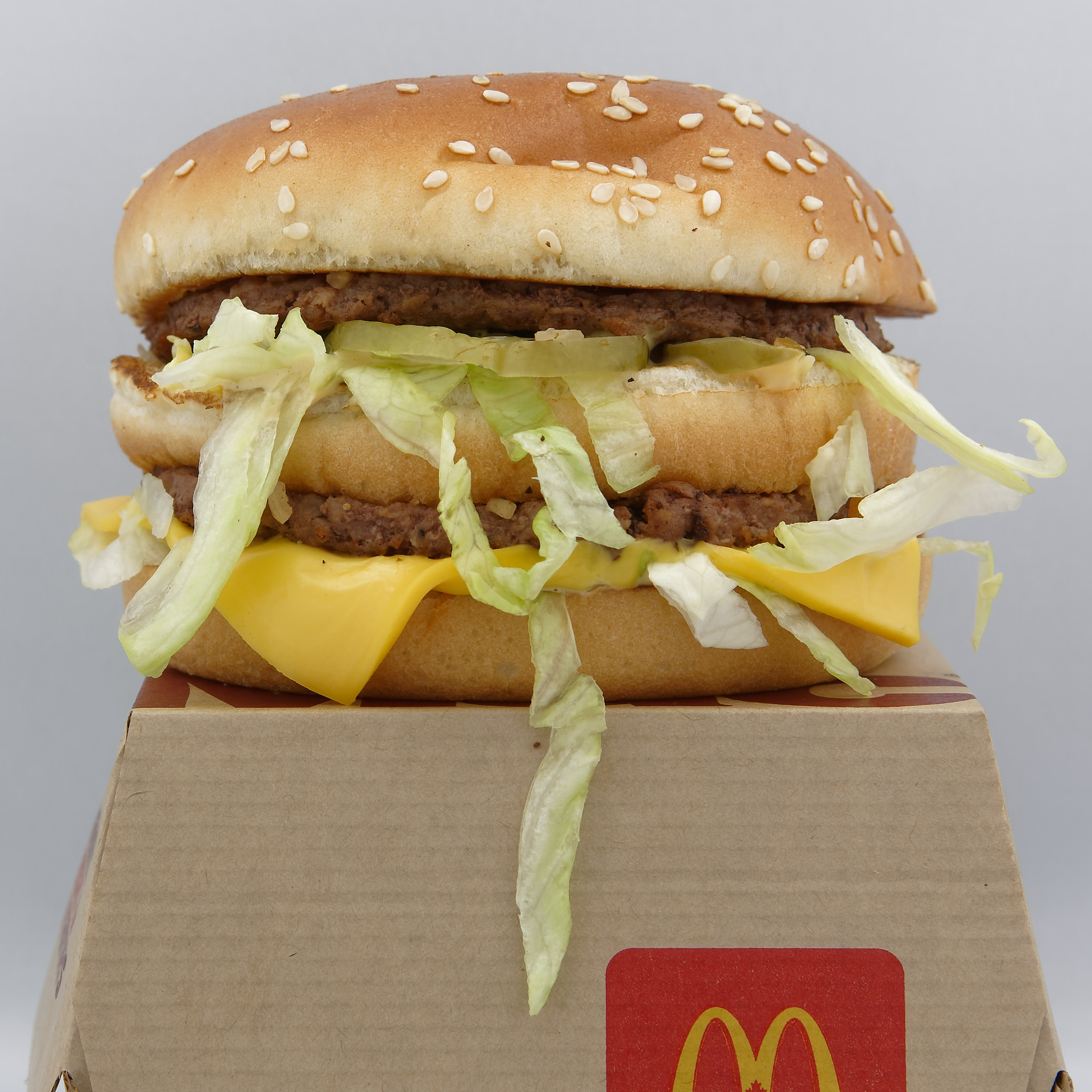
Il Big Mac di McDonald's.
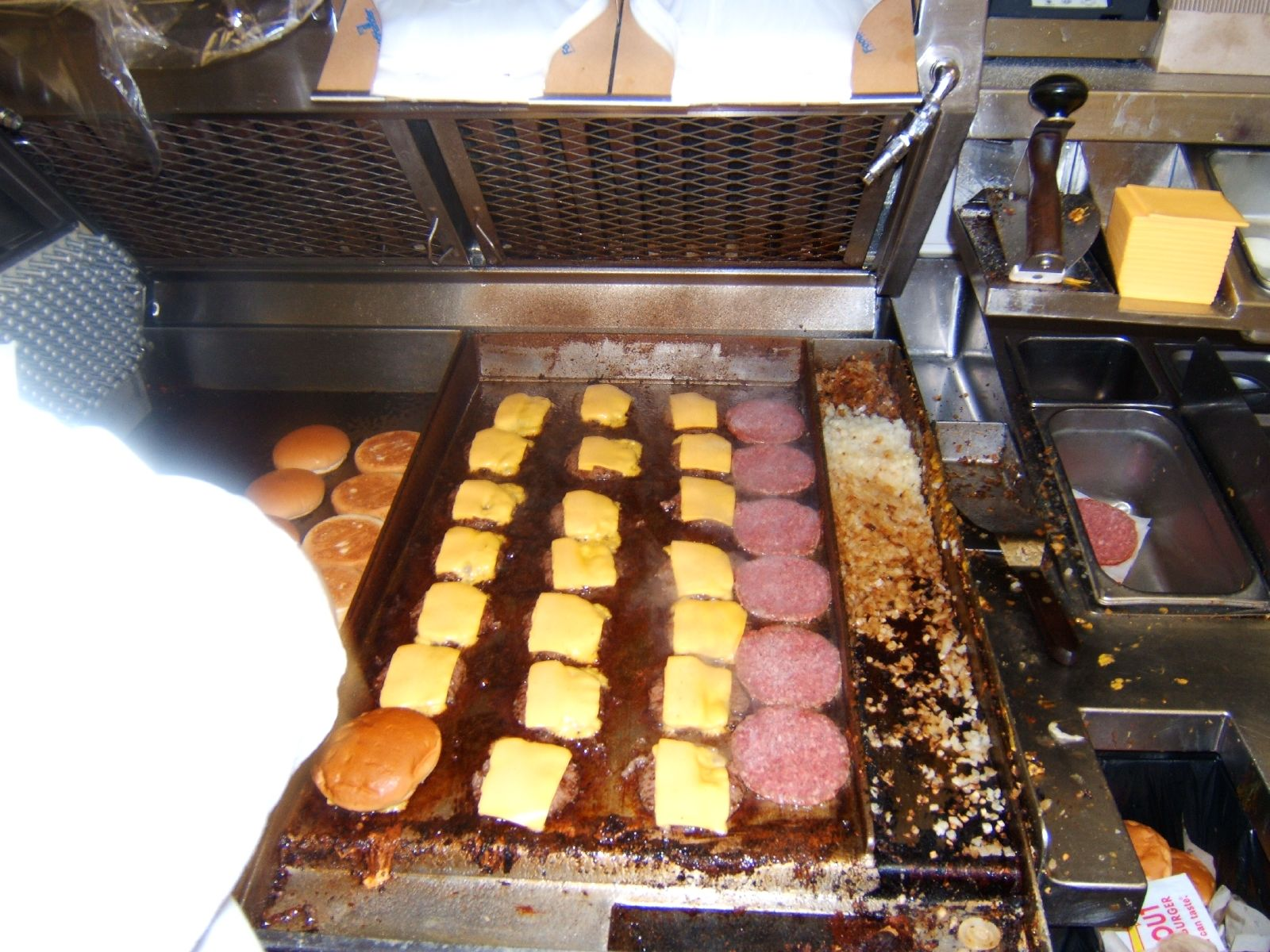
Preparazione di hamburger in un fast food.
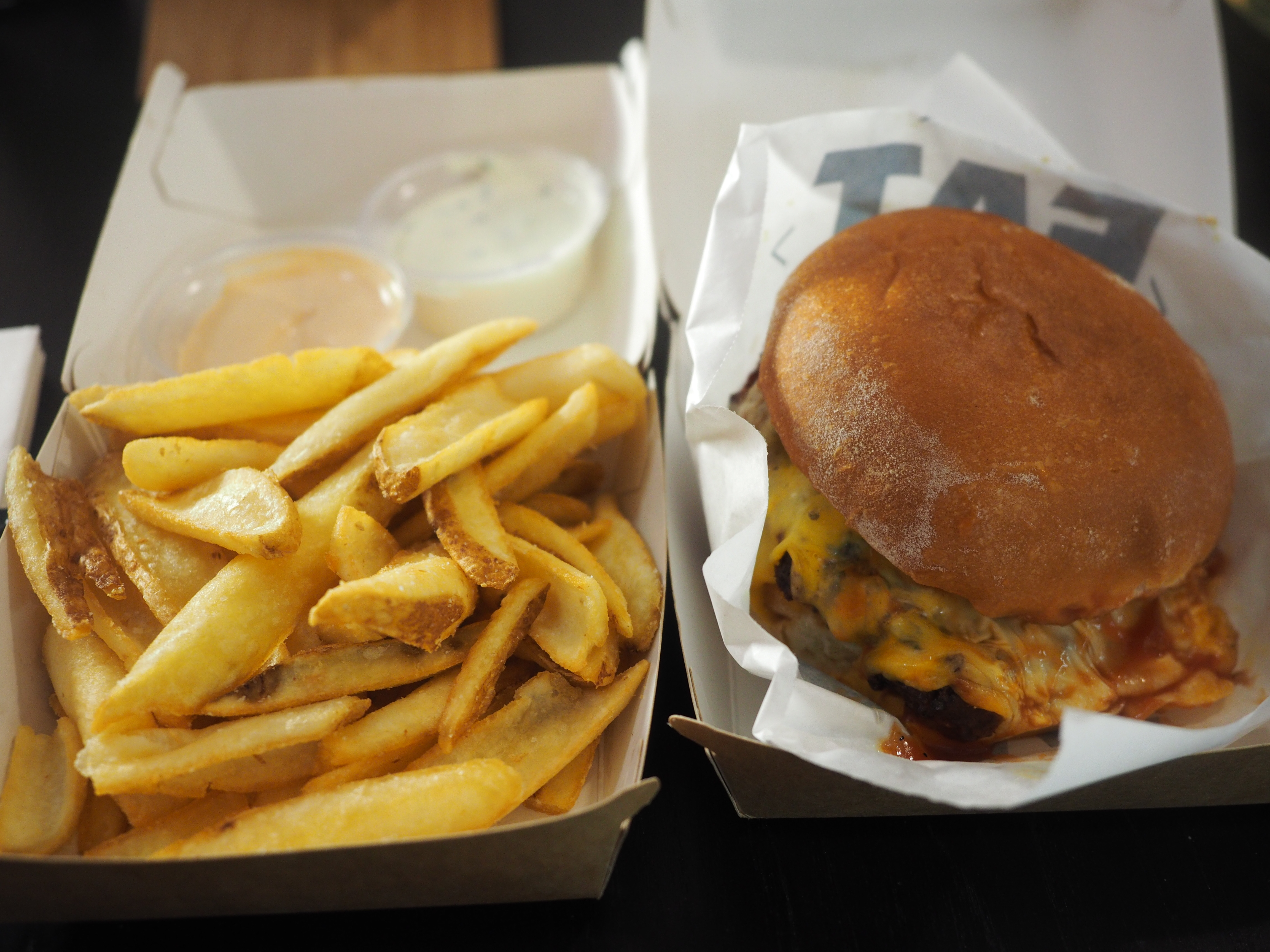
Un hamburger con patate fritte comprato da asporto in contenitori separati.
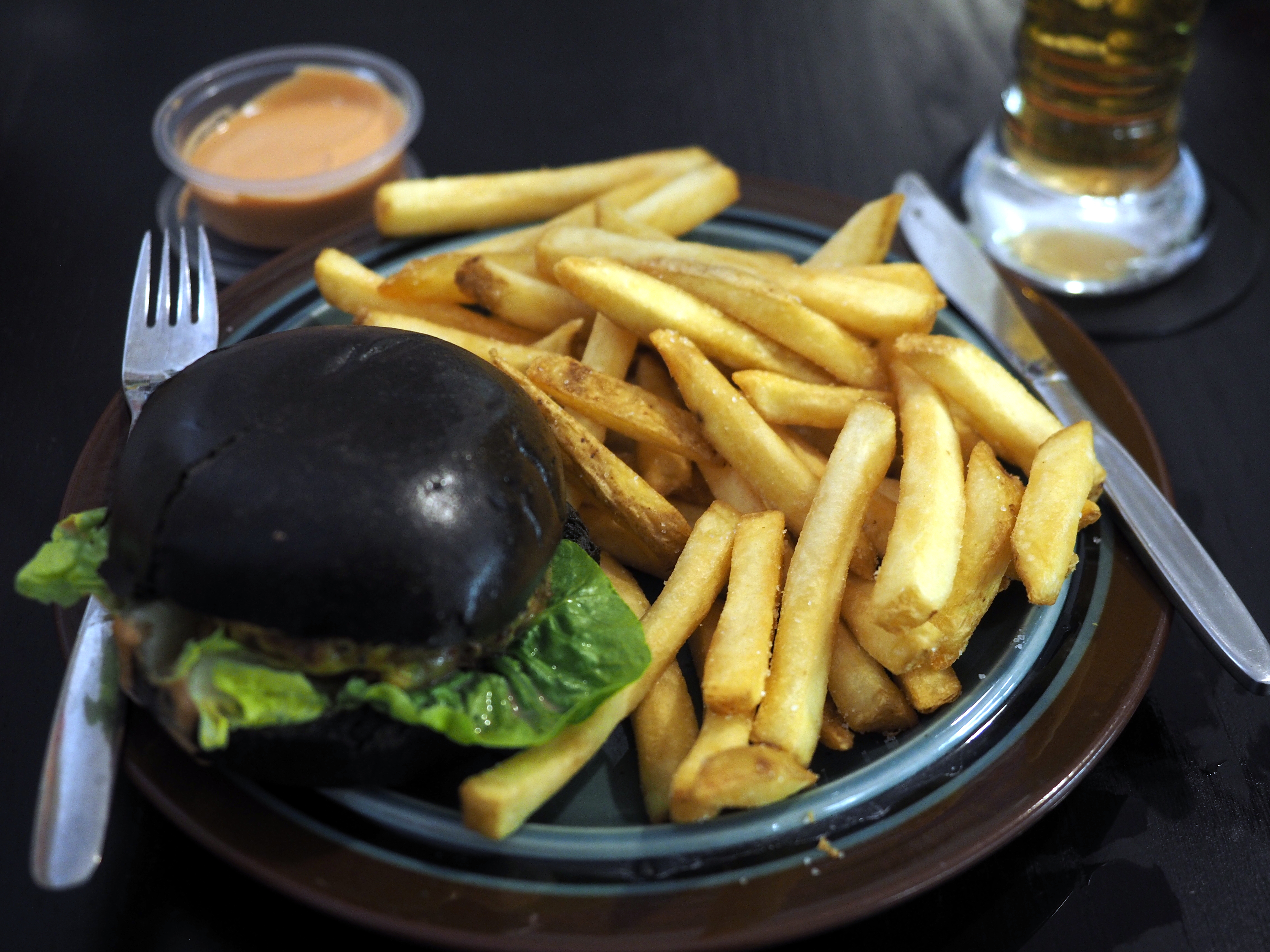
Alcuni hamburger hanno un panino nero, solitamente colorato con nero di seppia.
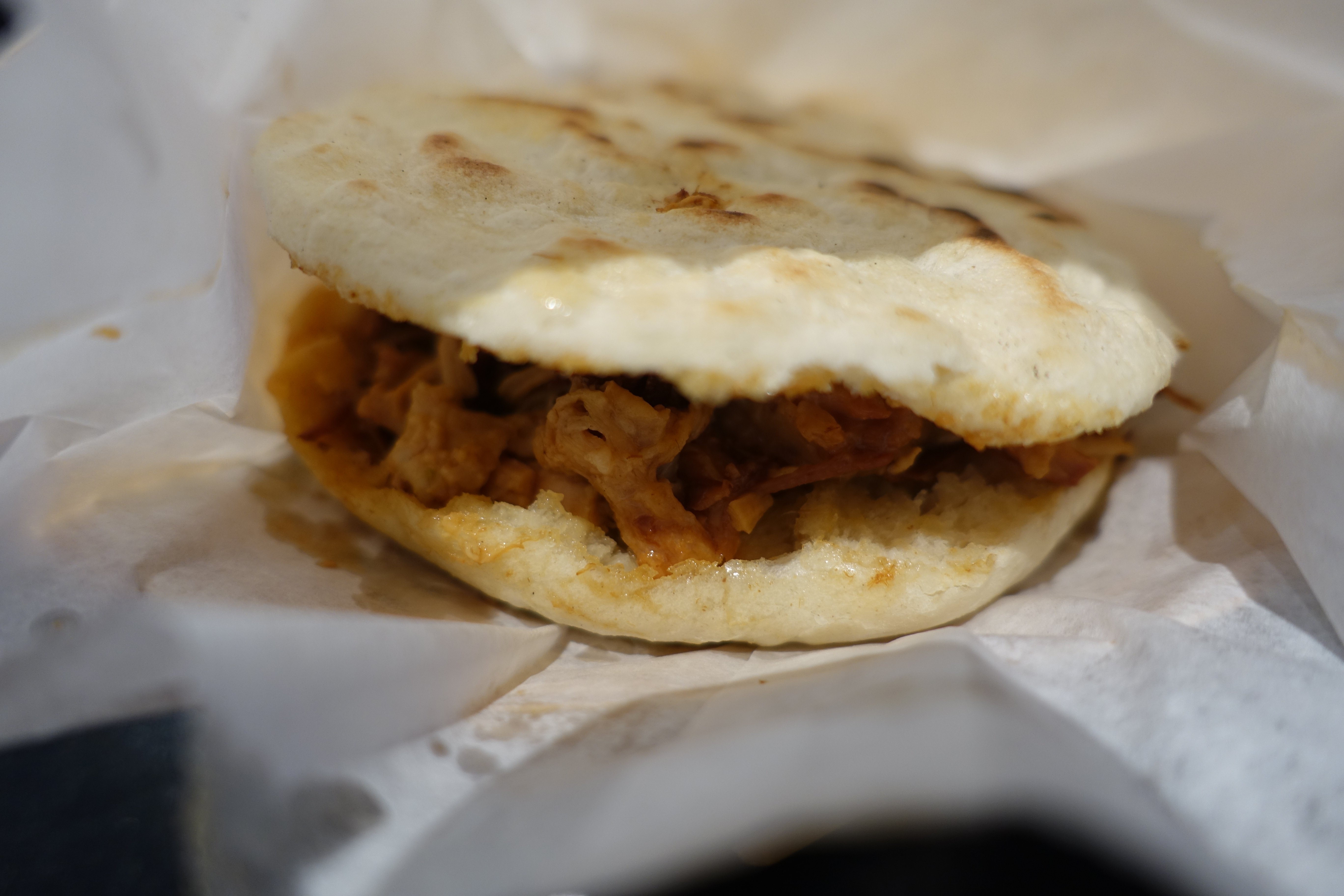
Roujiamo cinese.
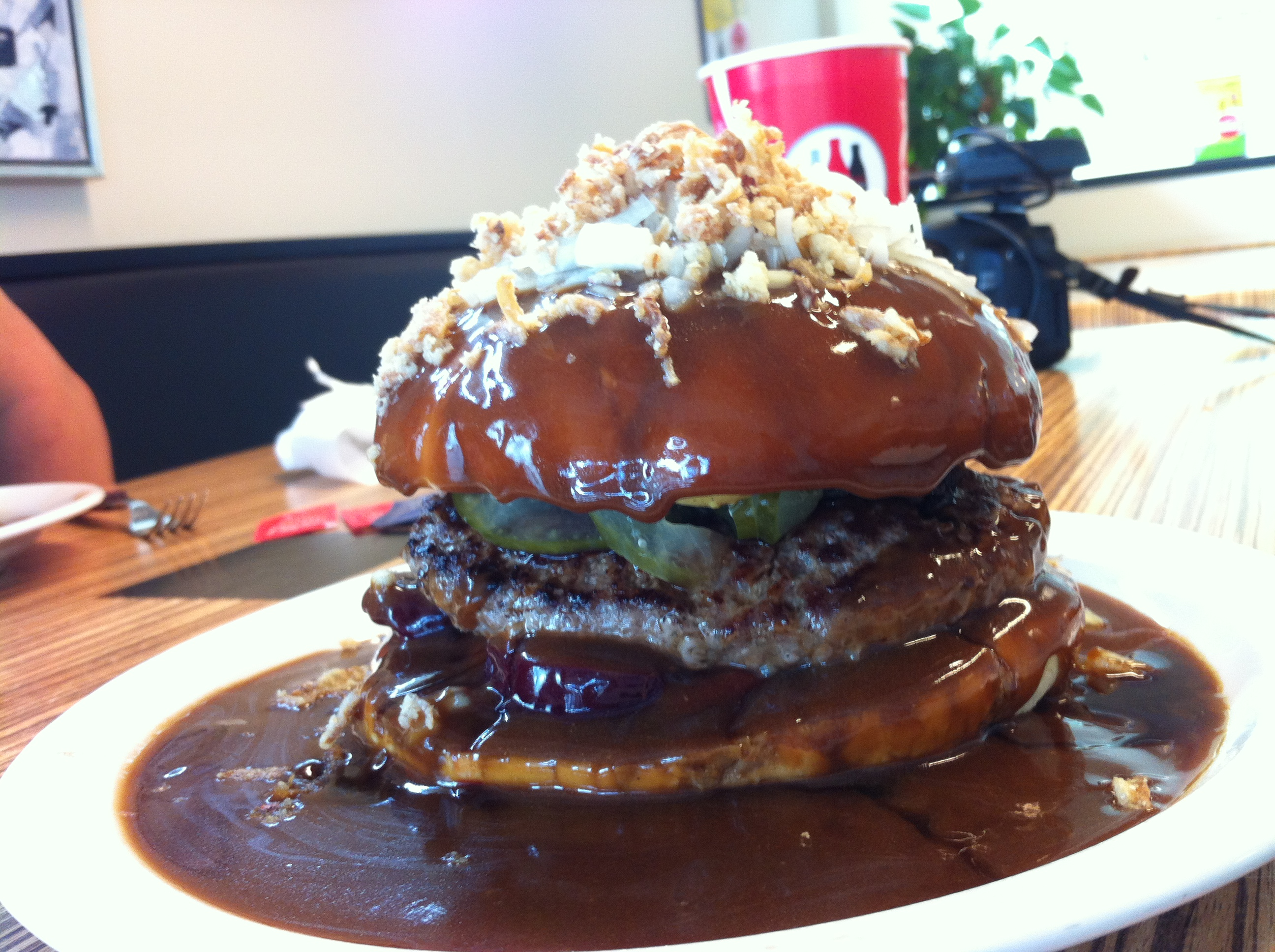
Bøfsandwich danese.
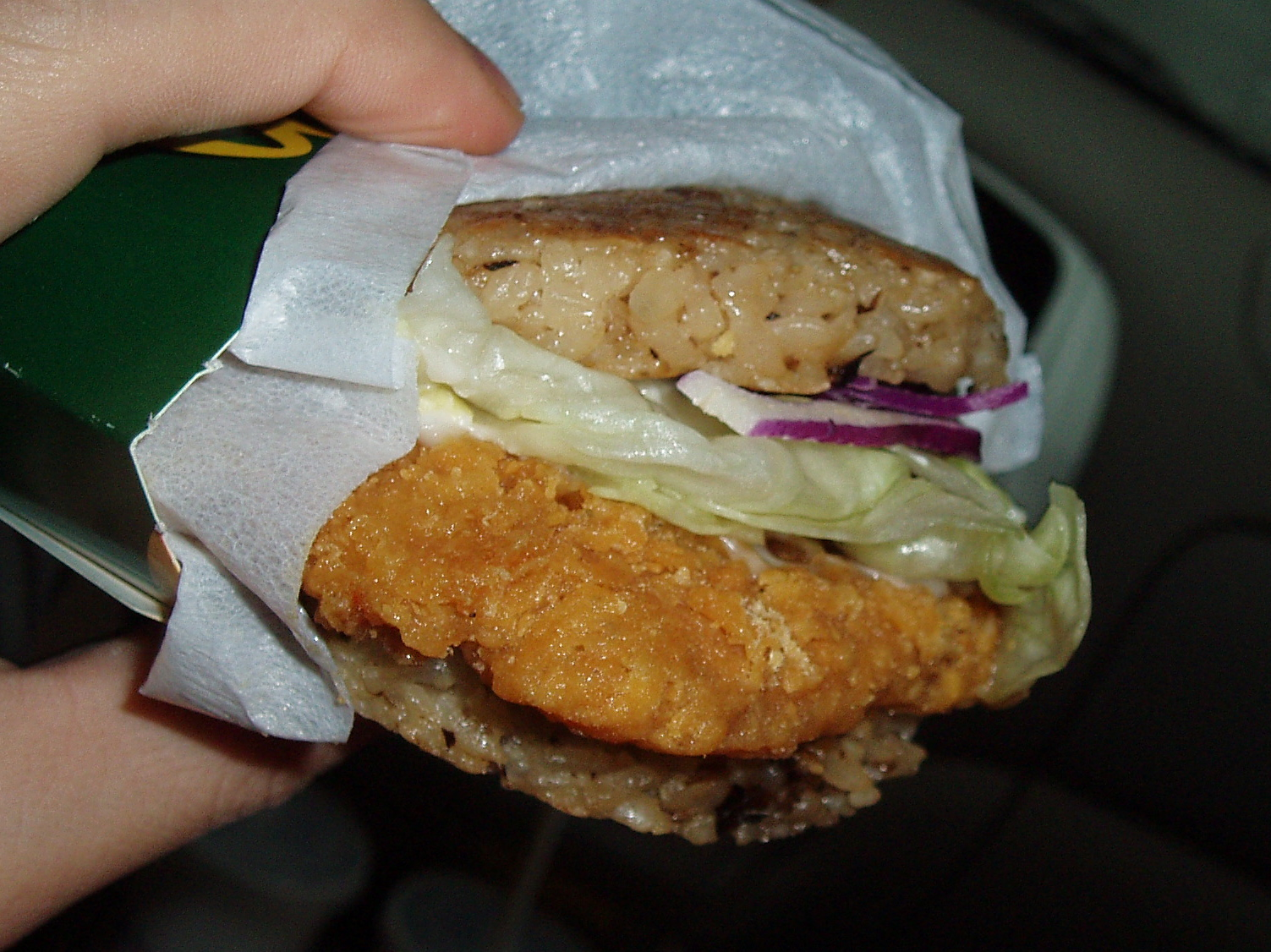
Il burger di riso si trova in molti punti di ristoro asiatici.
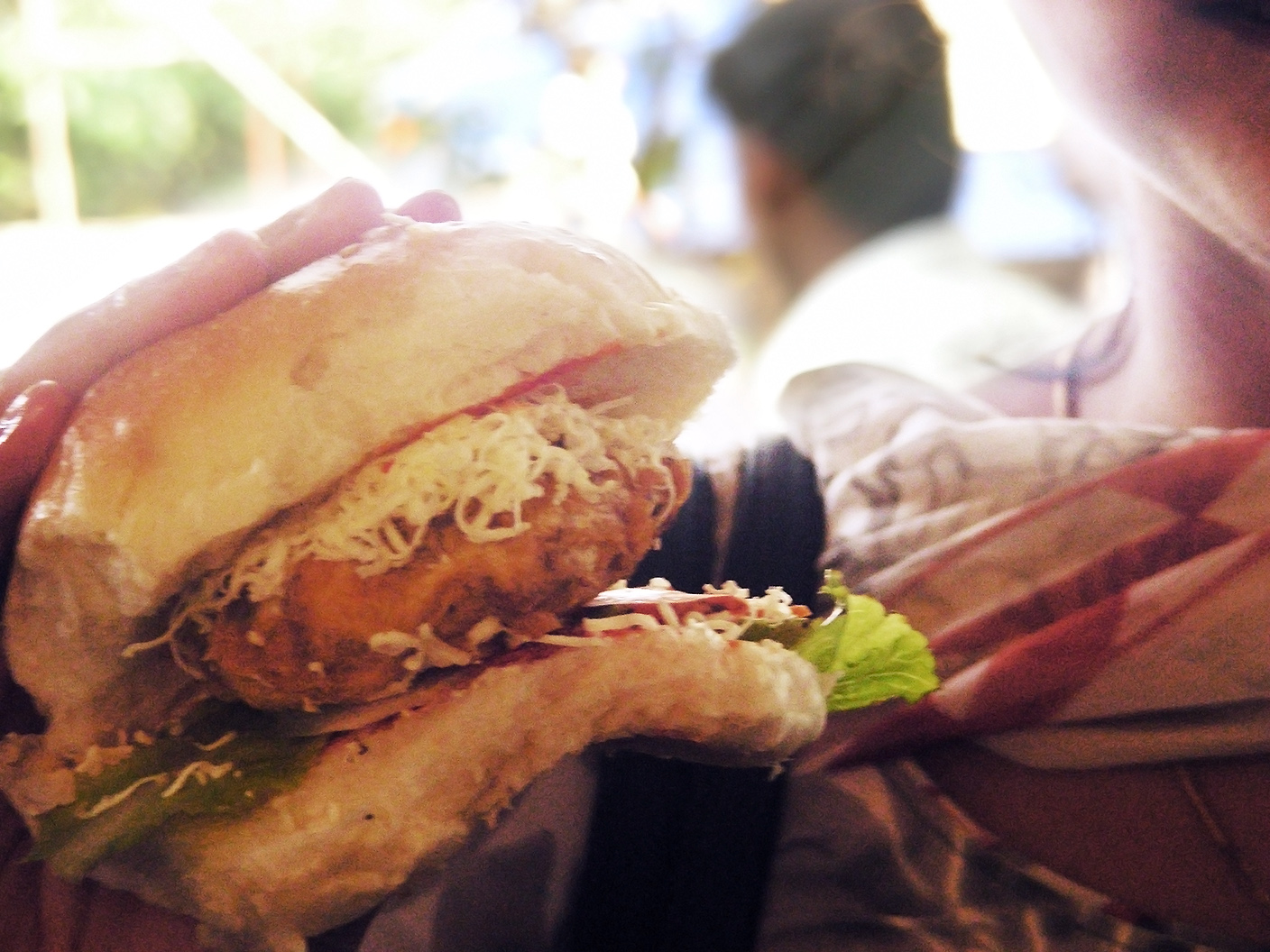
Il vada pav indiano contiene patate e spezie.